# Bölkow Bo 209
Die Bölkow Bo 209 „Monsun“ ist ein zweisitziges Leichtflugzeug des deutschen Flugzeugherstellers Bölkow GmbH. Eine Besonderheit des freitragenden Ganzmetall-Tiefdeckers sind die klappbaren Tragflächen, wodurch es wie ein Autoanhänger transportiert werden kann.

## Ursprung
Die Bo 209 ist das Nachfolgemodell der Bölkow 208 Junior, einem Lizenzbau der MFI-9 Junior von Malmö-Flygindustri (MFI) aus Schweden. 1965 entschied man sich zur eigenständigen Entwicklung eines Nachfolgers der Junior. Hermann Mylius stellte seine Entwürfe zusammen mit einer Entwicklungskostenabschätzung von 1,2 Millionen Mark dem MBB-Vorstand vor, der jedoch ablehnte. Die „Monsun“ entstand ab 1966, als am 6. September 1966 Hermann Mylius, Walter Heynen und Johann Kraus die „Entwicklungsgruppe Leichtflugzeuge“ in Brunnthal gründeten. Dort bekam das Projekt den Namen MHK 101. Das Projekt wurde von Ludwig Bölkow unterstützt und weitere Ingenieure der Firma Bölkow aus Ottobrunn schlossen sich der Gruppe an. Nach knapp zweijähriger Entwicklung startete am 22. Dezember 1967 der Prototyp MHK 101 V0 mit einem 115 PS leistenden Lycoming O-235-C2A in Laupheim zum Erstflug. Auf der Luftfahrtausstellung 1968 in Hannover wurde die Maschine auf dem Stand von Bölkow gezeigt und schließlich als Nachfolger der Bölkow 208 bezeichnet. Nach zahlreichen Verbesserungen (zum Beispiel Lycoming O-320-B mit 150 PS) und einer eingehenden Marktanalyse ging das Flugzeug unter dem offiziellen Namen Bo 209 Monsun 1969 im Werk Laupheim in Serie, nachdem sie im Mai 1969 in Egelsbach zuerst vorgeführt wurde. Die Musterzulassung erhielt die Bo 209 am 11. Mai 1970.
Die Monsun verfügte über einzigartige Ausstattungsmerkmale ihrer Klasse: Platzsparendes Abstellen und Transportieren durch die beiklappbaren Flächen, einziehbares Bugrad, geringer Verbrauch und Anschaffungspreis, hoher Reisekomfort und eine geringe Lärmentwicklung.
Angeboten wurde die 209 zudem in vier verschiedenen Varianten. Die 209 S war ein vereinfachtes Schulungsmodell mit starrem Bugrad, ohne Klappen und mit einem 115-PS-Motor. Das Topmodell war voll kunstflugtauglich und mit elektrischen Klappen, einziehbarem Bugrad und einem Lycoming-Motor O-320-D1A mit 160 PS und Verstellpropeller ausgestattet.
Je nach Triebwerk und Ausstattung betrug der Verkaufspreis ab Werk 38.659 bis 59.950 DM.
Mit dieser breiten Palette an Ausstattungsmerkmalen konnte Bölkow auf der Luftfahrtschau 1970 in Hannover überzeugen: 57 Vorbestellungen des neuen Typs wurden gezeichnet. Ein kommerzieller Erfolg des Projektes schien gesichert. 1968 hatte die Fusion der Bölkow GmbH in den MBB-Konzern jedoch zu der wirtschaftlichen Grundentscheidung geführt, den Zivilflugzeugbau einzustellen. Obwohl zwischen 1969 und 1971 102 Monsun hergestellt wurden und noch 275 Bestellungen vorlagen, beschloss MBB im Februar 1972, die Produktion zu stoppen. Versuche von Reinhold Ficht, die Fertigung fortzuführen, ließen sich nicht realisieren.
Die Bo 209 wurde allerdings noch als Vorlage für die Mylius My 102 Tornado (ein einsitziges Kunstflugzeug mit Monsun-Tragflächen und AIO-360-B1B mit 200 PS) verwendet, die am 7. Juli 1973 ihren Erstflug hatte und von der später noch ein zweites Exemplar gebaut wurde.

## Zwischenfälle
Die Mehrzahl der Abstürze der 209 sind auf Überziehen der Maschine, meist bei Start oder Landung, zurückzuführen. Die Tragflächen der Bo 209 Monsun haben ein Hochleistungsprofil, welches in Kombination mit einem hinten liegenden Schwerpunkt (etwa bei Gepäckzuladung hinter den Sitzen) zu einem abrupten Strömungsabriss tendiert. In manchen Monsun wurde daher ein Überziehwarngerät nachgerüstet, welches bei zu steiler Anströmung der Fläche einen Warnton abgibt.
Mitte der 1980er-Jahre führten Ermüdungsrisse am Flügelholm einer Maschine bei Kunstflugmanövern zum Bruch einer Tragfläche. Daraufhin wurden alle Bo 209 vorübergehend zur Überprüfung außer Betrieb gesetzt.

## Technische Daten

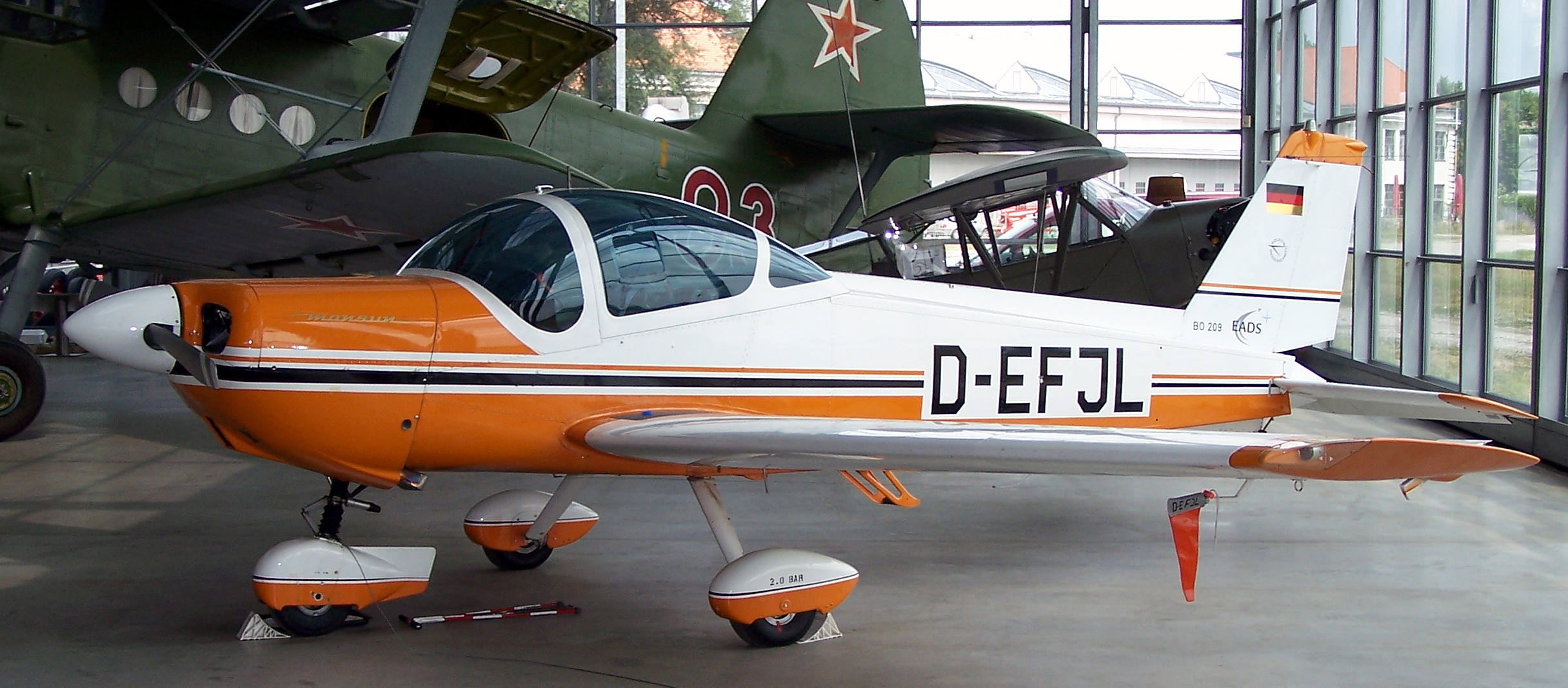
Bo 209 in der Flugwerft Schleißheim

| Kenngrößen            | Daten |
| --------------------- | --- |
| Besatzung             | 1 |
| Passagiere            | 1 |
| Länge                 | 6,40 m |
| Spannweite            | 8,40 m |
| Flügelfläche          | 10,2 m² |
| Flügelstreckung       | 6,9 |
| Leermasse             | 515 kg |
| max. Startmasse       | 820 kg |
| Belastbarkeit         | +6 / −3g |
| Reisegeschwindigkeit  | 259 km/h (140 kts)                                                                                                |
| Höchstgeschwindigkeit | 275 km/h (149 kts)                                                                                                |
| Dienstgipfelhöhe      | 4000 m (12000 ft)                                                                                                 |
| Reichweite            | 1200 km |
| Steigrate             | 5,2 m/s |
| Triebwerke            | ein Lycoming O-320 (Bo 209 FF und FR) oder ein Lycoming IO-320 (Bo 209 RV) oder ein Lycoming O-320-D1A (Bo 209 S) |